# Sergios-und-Bakchos-Kirche (Abu Serga)

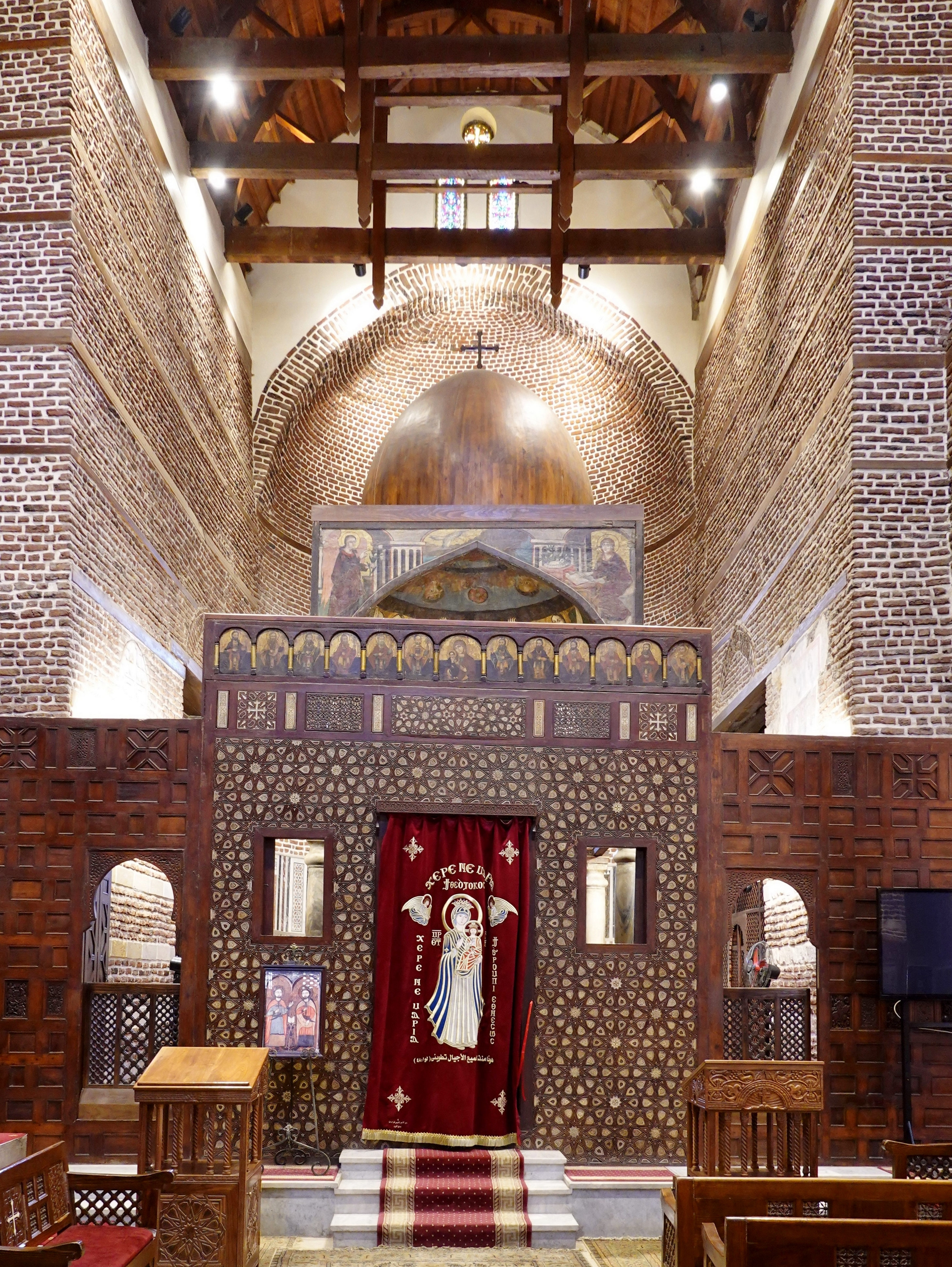
Ikonostase im Mittelschiff

Die Sergios-und-Bakchos-Kirche im koptischen Viertel Kairos, auch Abu Serga (Heiliger Sergios) genannt, ist eine der ältesten koptischen Kirchen in Ägypten und datiert bis auf das 4. Jahrhundert zurück.

## Bedeutung
In der koptischen Tradition wird angenommen, dass die Sergios-und-Bakchos-Kirche von Kairo an einem Ort errichtet wurde, an dem die Heilige Familie am Ende ihrer Flucht nach Ägypten eine gewisse Zeit verbracht hat.
Die Kirche ist für die koptische Geschichte nicht ohne Bedeutung; hier wurden mehrere Patriarchen der koptischen Kirche gewählt, darunter der Patriarch Isaac (681–692).

## Kirche

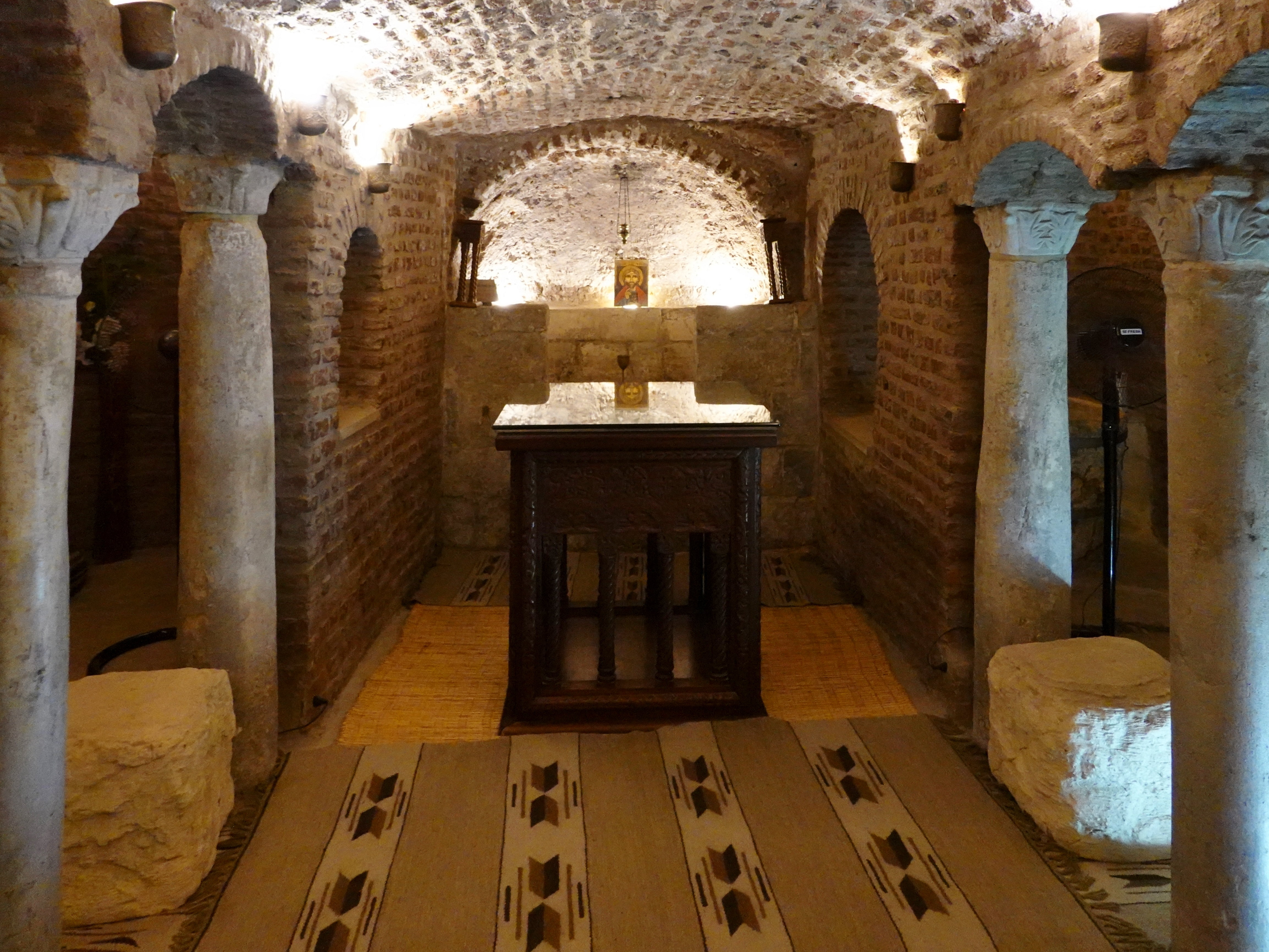
Krypta

Die Kirche ist Sergios und Bakchos gewidmet, zwei Soldatenheiligen, die im 4. Jahrhundert in Syrien den Märtyrertod starben, und bewahrt verschiedene Reliquien der beiden Heiligen auf. Der alte Altar der Kirche wurde inzwischen in das koptische Museum Kairos überführt. Interessantestes Merkmal der Kirche ist der Ort, an dem Maria, Josef und Jesus gerastet haben sollen. Die Krypta ist 10 Meter tief und, wenn der Wasserstand des Nil hoch ist, oft überflutet.
Die Kirche wurde bereits im 4. Jahrhundert begonnen und wahrscheinlich im 5. Jahrhundert beendet. Sie brannte während des Feuers von Fustat während der Herrschaft von Marwan II. um 750 ab. Sie wurde im 8. Jahrhundert wieder aufgebaut und wurde im Laufe des Mittelalters mehrmals umgebaut und restauriert; sie gilt dennoch weiterhin als Beispiel für eine frühe koptische Kirche. Die wertvollsten und ältesten Ikonen finden sich entlang der Südmauer. Der massive Hauptraum der Kirche wird durch zwei Pilasterreihen in drei Schiffe geteilt. Die Decke soll an die Arche Noah erinnern.

## Patriarch Christodolos

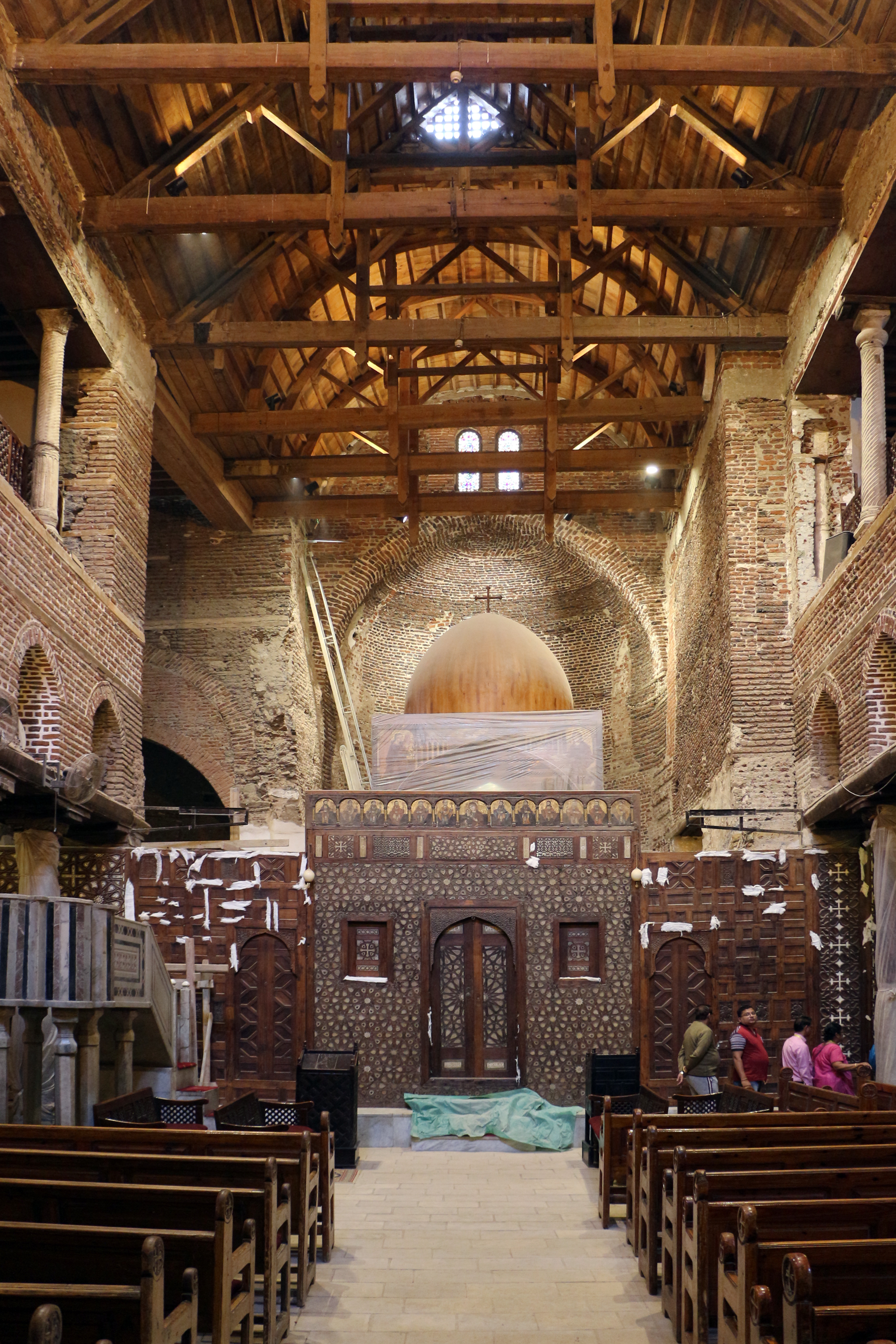
Bauarbeiten im Jahr 2015

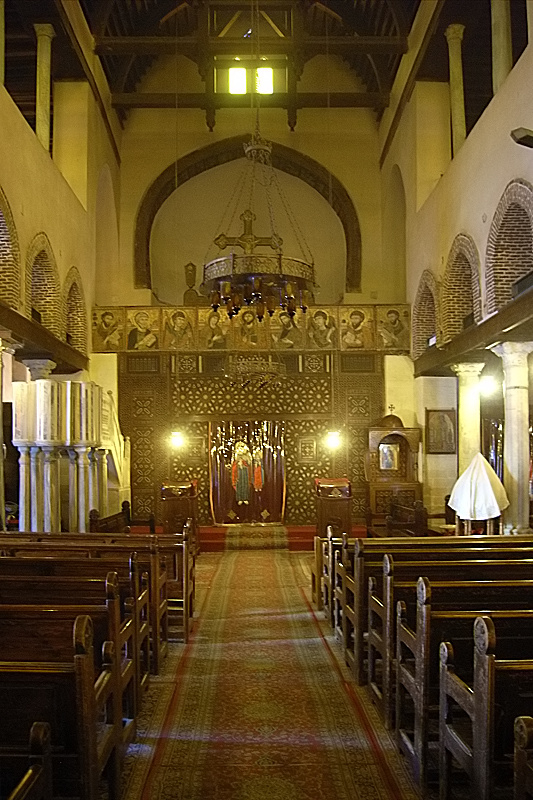
Mittelschiff im Jahr 2007

Im 11. Jahrhundert n. Chr. wurde der Sitz des koptisch-orthodoxen Papstes von Alexandrien nach Kairo verlegt; dies erfolgte zusammen mit anderen Machteinrichtungen, die vor der arabischen Invasion Ägyptens flohen. Dabei kam es zu Streitereien zwischen der Sergios-und-Bakchos-Kirche und der Hängenden Kirche, da der Patriarch in der Hängenden Kirche statt, wie zuvor üblich, in der Sergios-und-Bakchos-Kirche geweiht werden wollte. In der Folge wurde die Hängende Kirche in Kairo 1047 zur dauerhaften Residenz der koptischen Päpste.